# Tecno Fes
A Tecno Fes Gigi D'Agostino 2000-es középlemeze, a L'Amour Toujours album számainak remixei találhatóak rajta plusz két új szám.

## Számlista

### CD
1. L'amour toujours (Tanzen vision remix)  7:05
2. Campane  3:44
3. La danse (Tanzen vision remix)  6:21
4. Another way (Tanzen vision remix)  6:21
5. La marche electronique  6:07
6. Spostamento  5:12
7. Your love (Elisir)(In FM mix)  5:35
8. Another way video

### ("12)
A-oldal
1. L'amour toujours (Tanzen vision remix)  7:05

B-oldal
1. Campane  3:44
2. La danse (Tanzen vision remix)  6:21

C-oldal
1. Another way (Tanzen vision remix)  6:21

D-oldal
1. La marche electronique  6:07
2. Spostamento  5:12

## Szerzők
01, 04 & 07: L. Di Agostino, P. Sandrini & C. Montagner - Media Songs Srl. /Warner Bros Music Italy Srl.
02, 03, 05 & 06: L. Di Agostino & P. Sandrini - Media Songs Srl. /Warner Bros Music Italy Srl.

## Érdekességek
- A belső füzetben a fotón látható harmonikás nem más mint Gigi nagyapja.
- A Campane című szám igazából az 1994-es Giallone remix feldolgozása.
- Az EP-t néhány országban kislemezként jelentették meg, továbbá a Magic Recordsnál megjelentetett Tecno Fes igazából a Tecno Fes vol.2.
- A lemezen hibásan, pár másodperccel rövidebbnek tüntették fel a számok hosszát.